# Посольство Пакистану в Україні
Посольство Ісламської Республіки Пакистан в Києві — офіційне дипломатичне представництво Ісламської Республіки Пакистан в Україні, відповідає за підтримку та розвиток відносин між Пакистаном та Україною.

## Історія дипломатичних відносин
Ісламська Республіка Пакистан визнала незалежність України 31 грудня 1991 року. 16 березня 1992 року було встановлено дипломатичні відносини між Україною та Пакистаном.
Посольство Пакистану функціонує в Києві з жовтня 1997 року.

## Почесні консульства
Почесне консульство Ісламської Республіки Пакистан в Одесі.
- Адреса: м. Одеса, вул. Ольгіївська, 27

## Посли Пакистану в Україні
1. Мірза Тарік Фарук (1997—2000)
2. Шамун Алам Хан (2000—2004)
3. Газанфар Алі Хан (2007—2010)

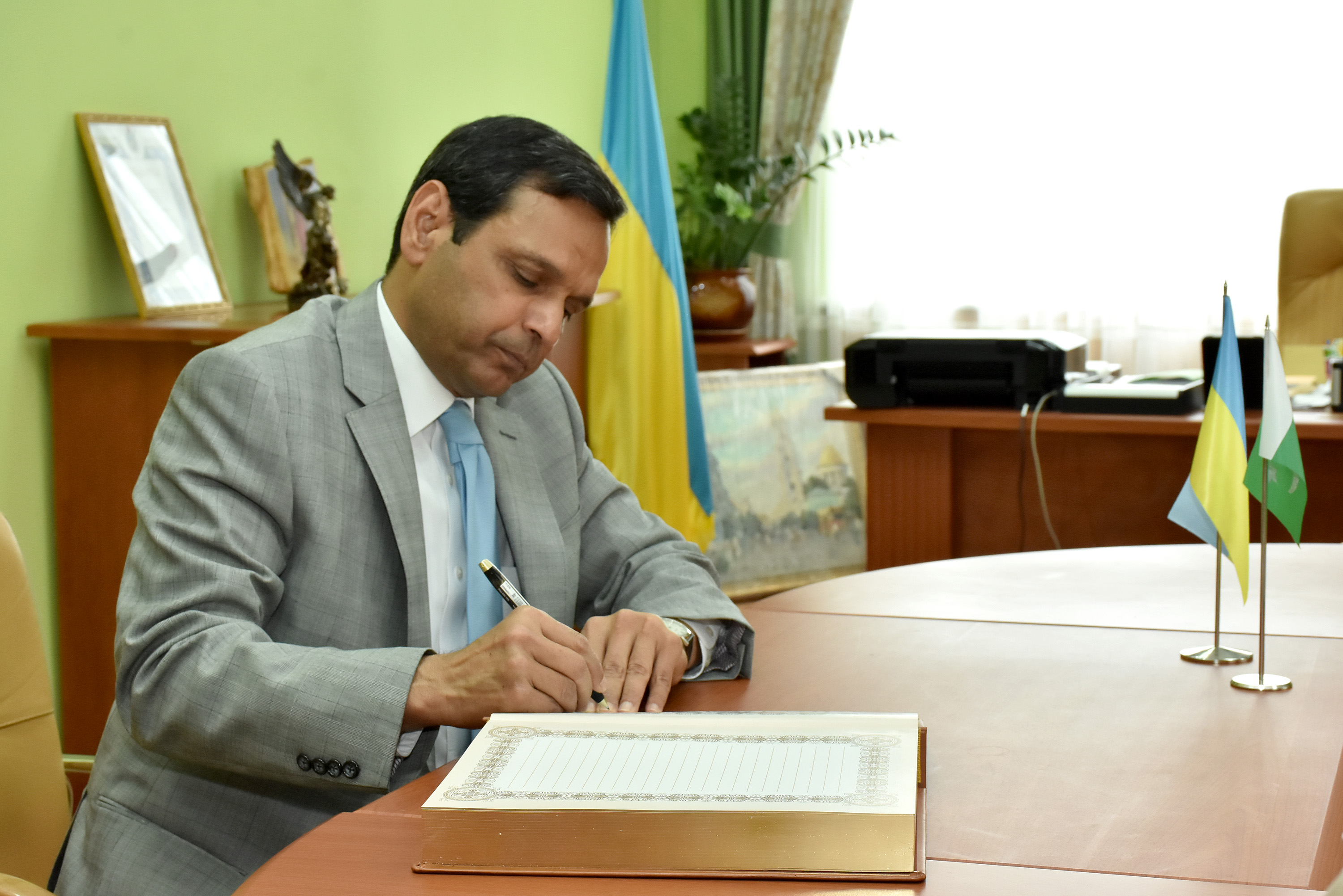
Надзвичайний і Повноважний Посол Пакистану в Україні Атар Аббас

4. Ахмад Наваз Салім Мела (2010—2012)
5. Ваджахат Алі Муфті (2013—2015)[2][3]
6. Атар Аббас (2015—2018)[4]
7. Захід Мубашір Шейх (2018 —2020)[5].
8. Ноель Ізраель Хохара (2020—2022)
9. Надір Хан (з 2023)